# Casa Maria Assumpció Parellada i Santaló
La casa Maria Assumpció Parellada i Santaló és un edifici unifamiliar situat als carrers de Muntaner, 315-321 i dels Madrazo, 121-123, al barri de Sant Gervasi-Galvany de Barcelona. Està catalogat com a bé amb elements d'interès (categoria C).

## Història i descripció
Va ser projectada el 1916 per l'arquitecte Enric Sagnier en un estil noucentista. Envoltada d'un petit jardí, té una certa complexitat volumètrica, amb diferents cossos superposats, en la que destaquen els amplis voladissos de les cobertes. Durant la Guerra Civil espanyola va allotjar una txeca del Servei d'Intel·ligència Militar (SIM).